# Pushtbina
Pushtbina är en ort i Azerbajdzjan.   Den ligger i distriktet Balakən Rayonu, i den nordvästra delen av landet, 300 km väster om huvudstaden Baku. Pushtbina ligger 226 meter över havet och antalet invånare är 2 282.
Terrängen runt Pushtbina är platt åt sydväst, men åt nordost är den kuperad. Närmaste större samhälle är Belokany, 10,9 km norr om Pushtbina.
Omgivningarna runt Pushtbina är en mosaik av jordbruksmark och naturlig växtlighet. Runt Pushtbina är det ganska tätbefolkat, med 80 invånare per kvadratkilometer.